# Bến Tre
Bến Tre est une ville et le chef-lieu de la province de Bến Tre dans la région du Delta du Mékong au Viêt Nam.
Sa superficie est de 65,75 km2 et sa population est de 143,639 en 2009.
Bến Tre est à 85 km au sud-ouest d'Hô Chi Minh-Ville.